# Vazio (astronomia)

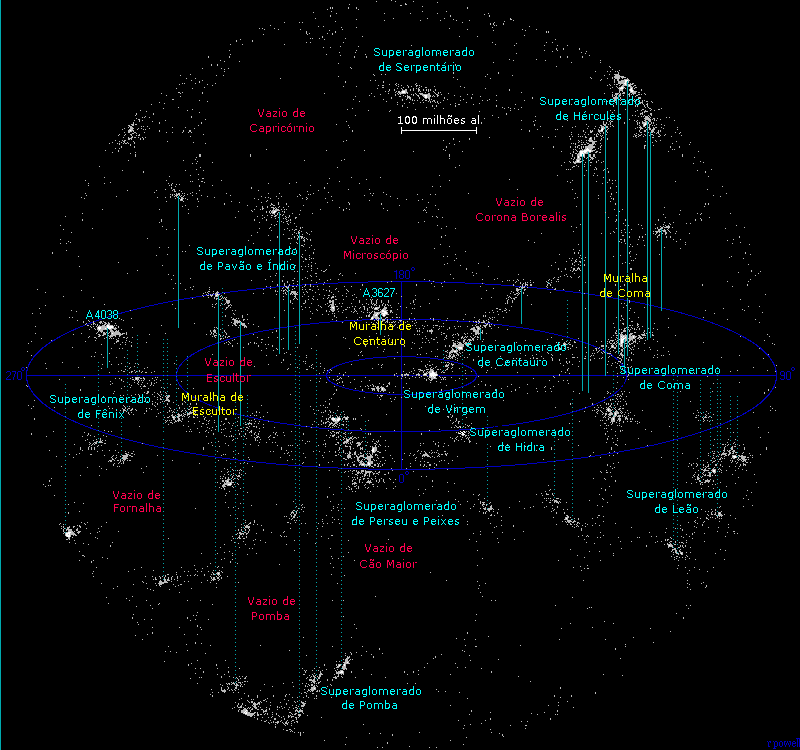
O universo, num raio de 500 milhões de anos-luz da Terra, em que se observa os principais filamentos galácticos.

Em astronomia, um vazio é o espaço entre os filamentos (as maiores estruturas do Universo), que contém pouquíssimas, ou nenhuma galáxia. Esses vazios foram descobertos em 1978 durante um estudo pioneiro de Stephen Gregory e Laird A. Thompson no Observatório Nacional de Kitt Peak. Os vazios possuem em geral um diâmetro de 11 a 150 megaparsecs; particularmente os grandes vazios, definidos pela ausência de superaglomerados densos, são por vezes denominados "supervazios". Os vazios localizados em regiões de alta densidade são menores que os situados em espaços de baixa densidade no universo. Acredita-se que os vazios tenham sido formados a partir de oscilações acústicas de bárions no universo primitivo.
A evolução cosmológica das regiões vazias difere drasticamente da evolução do universo como um todo: há um longo estágio em que o termo de curvatura domina, o que impede a formação de aglomerados de galáxias e galáxias massivas. Conseqüentemente, embora mesmo as regiões mais vazias de vazios contenham mais de ~15% da densidade média de matéria do universo, os vazios parecem quase vazios para um observador.
Um exemplo de vazio é o Vazio de Boötes, também conhecido como Grande Vazio, que tem um diâmetro de cerca de 330 milhões de anos-luz e apenas 60 galáxias. O Vazio de Boötes é uma nuvem escura de poeira e gás interestelar, localizada na constelação de Ofiúco, a cerca de 700 mil anos-luz da Terra.